# Zatykó János
Zatykó János (Nagykőrös, 1948. február 12. – Komárom, 2023. május 8.) magyar agrármérnök, politikus, országgyűlési képviselő (1994–2010, MSZP), Komárom polgármestere (1999–2010).

## Élete
Szülei Zatykó János és Cs. Szabó Ilona. Általános iskolai és középiskolai tanulmányait szülővárosában végezte, 1966-ban érettségizett az Arany János Gimnáziumban, majd 1972-ben a keszthelyi Agrártudományi Egyetem Mezőgazdaságtudományi Karán szerzett agrármérnöki diplomát. 
A Monori Állami Gazdaság gyakornoka lett, 1974-től kerületi állattenyésztő volt, 1975-ben pedig állattenyésztés főmérnök lett. 1976-ban a Gödöllői Agrártudományi Egyetem kiegészítő szakát elvégezve szarvasmarha-tenyésztő szakmérnöki diplomát szerzett. 1982-ben rövid ideig a Pilishegyi Állami Gazdaság főállattenyésztője volt, majd a Komáromi Mgtsz. főagronómusa lett. 1988 és 1991 között az Mgtsz. elnökhelyettese, majd 1992-től elnöke volt. 1991-től a növénytermesztéssel és állattartással foglalkozó Agro Solum Kft. ügyvezetője volt.
1979-ben belépett a Magyar Szocialista Munkáspártba, melynek 1989-ig volt tagja. A pártba ugyan még nem lépett be, de az 1994-es országgyűlési választáson a Magyar Szocialista Párt jelöltjeként szerzett mandátumot Komárom-Esztergom megye 4. számú, Komárom központú választókerületében, ahonnan az 1998-as, a 2002-es és a 2006-os országgyűlési választáson ismét a parlamentbe jutott. Az Országgyűlésben a mezőgazdasági bizottság tagja volt.
1996-ban lett az MSZP tagja. Krajczár Gyula halála után, 1999-ben választották Komárom polgármesterévé. Tisztségét a 2002-es és a 2006-os önkormányzati választáson is megőrizte.
Felesége 1972-től Szabados Ágnes agrármérnök. Két gyermekük született.